# Shlomo Pines
Shlomo Pines (in ebraico שלמה פינס‎?; Charenton-le-Pont, 5 agosto 1908 – Gerusalemme, 9 gennaio 1990) è stato uno storico e filosofo francese naturalizzato israeliano, studioso di filosofia ebraica e filosofia islamica, rinomato soprattutto per la sua traduzione in inglese della Guida dei perplessi di Maimonide.

## Biografia
Nato a Charenton-le-Pont vicino a Parigi, Pines crebbe a Parigi, Riga, Archangel'sk, Londra e Berlino. Suo padre, Meir Pines, era uno studioso e imprenditore, la cui tesi alla Sorbona fu il primo tentativo di tracciare una storia della letteratura yiddish.
Tra il 1926 ed il 1934, Shlomo Pines studiò filosofia, lingue semitiche e linguistica presso le università di Heidelberg, Ginevra e Berlino.  Tra i suoi amici contava l'arabista Paul Kraus e Leo Strauss: quest'ultimo avrebbe contribuito con un lungo saggio introduttivo alla traduzione classica che Pines approntò della Guida dei perplessi.  Dal 1937 al 1939 insegnò Scienza e tecnica islamiche all'Istituto di Storia della Scienza a Parigi.  Nel 1940, partì per la Palestina insieme alla famiglia, sull'ultima nave che salpava da Marsiglia prima dell'occupazione della Francia da parte dei nazisti (durante la quale il 25% degli ebrei francesi furono deportati e uccisi).
Nel giovane Stato di Israele, Pines divenne professore nel Dipartimento del Pensiero ebraico ed in quello di Filosofia dell'Università Ebraica di Gerusalemme dal 1952 fino alla morte nel 1990.
Nel 1971 trovò una versione araba del X secolo del Testimonium Flavianum di Flavio Giuseppe attribuito ad Agapio di Ierapoli. Pines scoprì anche una versione siriaca del XII secolo di Flavio Giuseppe attribuita a Michele il Siro.
La padronanza da Parte di Pines di un'ampia gamma di lingue moderne ed antiche — tra cui (ma non solo) arabo, siriaco, ebraico, persiano, sanscrito, turco e copto — gli permise di intraprendere ricerche di vasta portata accademica e storiografica.

## Premi
- 1968, Premio Israele per la letteratura.[5]
- 1985, Premio Bialik (insieme a Hillel Barzel e David Weiss Halivni) per la filosofia ebraica.[6]

## Opere
- Contributions to the Islamic Theory of Atoms (1936)
- The Development of the Notion of Freedom (1984)
- The Guide of the Perplexed I, II  (1963)
- Between the Thought of Israel and the Thought of the Nations
- The Jewish Christians of the Early Centuries of Christianity According to a New Source (1966)
- Summary of Arabic Philosophy, nel Cambridge History of Islam (1970)

### Traduzioni italiane
- La filosofia ebraica, Morcelliana (2008)
- Le metamorfosi della libertà. Tra Atene e Gerusalemme, Neri Pozza (2015)